# محمد علي أحمد
محمد علي أحمد (ت. 1 مارس 1977) شاعر غنائي مصري، كان ضابطاً في شرطة المرور، كان من الذين تعاملوا مع عبد الحليم حافظ في بداية مشواره، وكتب له عام 1954 أغنية على قد الشوق، والتي قيل أن ملحنها كمال الطويل كتب مطلعها، وحققت الأغنية شهرة واسعة، وساهمت في انتشار عبد الحليم.
في العام التالي أعاد عبد الحليم غناء أغنية «على قد الشوق» في فيلم لحن الوفاء، وجميع اغاني عبد الحليم في الفيلم من تأليف محمد علي أحمد باستثناء أغنية تعالي أقولّك من تأليف فتحي قورة. كما ألف محمد علي أحمد أغاني أخرى لعبد الحليم مثل قصيدة ربما، و يوم وارتاح، وفات الربيع.
لكن ولسبب غير معروف توقف تعاون عبد الحليم مع هذا الشاعر مع استمرار نجاح مشوار عبد الحليم الفني.
كتب أيضاً أغنية «إن كنت ناسي أفكرك» التي غنتها هدى سلطان، وكذلك أغنيتي «يا رايحين الغورية»، و«بين شطين وميه» اللتان غناهما محمد قنديل.
كان تجمعه صداقة مع الشاعر السكندري محمود الكمشوشي. الشاعران كان يجمعهما حب الشعر وهواية تربية الحمام. وكانا يتبادلان الأزجال عن طريق الحمام الزاجل الذي ينتقل بين الصديقين من القاهرة إلي الإسكندرية - وبالعكس - حاملا رسائل تؤرخ لخط سير حياة كل منهما.و دون فيها الشاعرين هذه الأزجال المتبادلة بخط يد كل منهم وكل زجل منها مؤرخ بتاريخ إرساله أو بتاريخ استقباله. ويذكر أن محمود الكمشوشي أنجب ولدا أسماه «محمد علي» تيمنا باسم صديقه.
توفي في أول مارس 1977، وهو نفس الشهر الذي توفي فيه عبد الحليم حافظ.